# Halcampa elizabethae
Halcampa elizabethae is een zeeanemonensoort uit de familie Halcampidae.
Halcampa elizabethae is voor het eerst wetenschappelijk beschreven door Andrès in 1883.